# Ношлак (комуна)
Ношлак (рум. Noșlac) — комуна у повіті Алба в Румунії. До складу комуни входять такі села (дані про населення за 2002 рік):
- Валя-Чучулуй (16 осіб)
- Гебуд (271 особа)
- Кептелан (378 осіб)
- Копанд (197 осіб)
- Ношлак (918 осіб) — адміністративний центр комуни
- Стина-де-Муреш (255 осіб)

Комуна розташована на відстані 276 км на північний захід від Бухареста, 45 км на північний схід від Алба-Юлії, 48 км на південний схід від Клуж-Напоки.

## Населення
За даними перепису населення 2002 року у комуні проживали 2035 осіб.
Національний склад населення комуни:
| Національність | Кількість осіб | Відсоток |
| -------------- | -------------- | -------- |
| румуни         | 1550           | 76,2%    |
| угорці         | 389            | 19,1%    |
| цигани         | 95             | 4,7%     |
| німці          | 1              | < 0,1%   |

Рідною мовою назвали:
| Мова      | Кількість осіб | Відсоток |
| --------- | -------------- | -------- |
| румунська | 1550           | 76,2%    |
| угорська  | 389            | 19,1%    |
| циганська | 95             | 4,7%     |
| німецька  | 1              | < 0,1%   |

Склад населення комуни за віросповіданням:
| Релігія                             | Кількість осіб | Відсоток |
| ----------------------------------- | -------------- | -------- |
| православні                         | 1558           | 76,6%    |
| реформати                           | 349            | 17,1%    |
| баптисти                            | 56             | 2,8%     |
| п'ятдесятники                       | 28             | 1,4%     |
| греко-католики                      | 13             | 0,6%     |
| лютерани (Аугсбурзького сповідання) | 11             | 0,5%     |
| римо-католики                       | 5              | 0,2%     |
| адвентисти                          | 4              | 0,2%     |
| унітарії                            | 2              | 0,1%     |
| не релігійні                        | 1              | < 0,1%   |